# Manoel da Silva Costa
Manoel da Silva Costa (Destrito de Pouso Alto, 18 de outubro de 1910) foi um político brasileiro do estado de Minas Gerais. Foi eleito deputado estadual em Minas Gerais pela UDN para a 2.ª legislatura (1951 - 1955). Em 1958 foi eleito novamente para a 4.ª legislatura (1959 - 1963), desta vez pelo PSD. Foi reeleito para mais três mandatos consecutivos (1963 - 1967, 1967 - 1971 e 1971 - 1975).